# Archipelag Palmera
Archipelag Palmera (ang. Palmer Archipelago, hiszp. Archipiélago de Palmer) – grupa wysp znajdująca się u północno-zachodnich wybrzeży Półwyspu Antarktycznego, oddzielona od niego przez Orléans Strait i Cieśninę Gerlache’a. 

## Nazwa
Archipelag początkowo był uznawany za część Ziemi Palmera, po ustaleniu, że nie jest stałym lądem a grupą wysp, od 1873 roku stosowana jest nazwa „Archipelag Palmera” . 

## Geografia
Grupa wysp leżąca u północno-zachodnich wybrzeży Półwyspu Antarktycznego , oddzielona od Ziemi Grahama przez Orléans Strait i Cieśninę Gerlache’a, a od Wilhelm Archipelago przez Cieśninę Bismarcka . Archipelag rozciąga się od Tower Island na północnym wschodzie do wyspy Antwerpia na południowym zachodzie , a jego największe wyspy (z północy na zachód) to:
- Tower Island
- Trinity Island
- Hoseason Island
- Liège Island
- Brabant Island – znajdująca się na północ od Dallmann Bay pomiędzy Antwerpią a Liège Island
- Antwerpia – największa wyspa archipelagu
- Wiencke Island – znajdująca się pomiędzy Antwerpią a wybrzeżem Półwyspu Antarktycznego; w zatoce po jej zachodniej stronie na wysepce Goudier Island leży Port Lockroy – nieczynna brytyjska stacja badawcza przekształcona w muzeum oraz poczta.

Pomiędzy Brabant Island a Antwerpią leżą Wyspy Melchiora z Gamma Island, na której w latach 1947–1969 funkcjonowała argentyńska stacja Melchior, od 1997 roku użytkowana w sezonie letnim. 

## Historia
Północna część archipelagu wraz z północnym wybrzeżem Trinity Peninsula została dostrzeżona 17 listopada 1820 roku przez amerykańskiego kapitana Nathaniela Palmera (1799–1877) . Palmer mógł zbadać wyspy podczas kolejnych wypraw w styczniu i listopadzie 1821 roku. Formalnie archipelag został odkryty w 1898 roku przez Belgijską Wyprawę Antarktyczną (1897–1899) pod kierownictwem Adriena de Gerlache (1866–1934) .

## Polityka
Do archipelagu roszczą sobie prawa trzy państwa, Argentyna, Chile i Wielka Brytania .